# Bongolo et la Princesse noire
Pour plus de détails, voir Fiche technique et Distribution.
Bongolo et la Princesse noire est un film belge réalisé par André Cauvin, sorti en 1953.

## Synopsis
Un jeune Congolais, assistant médical dans un dispensaire de brousse, est amoureux de la fille du roi local. Il s'efforce de la convaincre qu'il faut rejeter les préjugés et les rites ancestraux. Les anciens du village, de leur côté, n'acceptent pas la perspective du mariage des deux jeunes gens.

## Fiche technique
- Titre  : Bongolo et la Princesse noire
- Réalisation : André Cauvin
- Photographie : Roger Fellous
- Musique : Pierre Moulaert
- Montage : Max Brenner
- Son : Ernest Salu
- Pays d'origine :  Belgique
- Format : Couleurs - 35 mm
- Genre : Documentaire romancé
- Durée : 85 min
- Date de sortie : 6 mai 1953

## Distribution
- Joseph Lifela
- Petronelle Abatapaki
- Yves Furet (narrateur)
- Sonar Senghor (narrateur)

## Distinctions
Le film a été présenté en sélection officielle en compétition au Festival de Cannes 1953.